# Stelgidopteryx ridgwayi
Stelgidopteryx ridgwayi, "yucatánkamvingesvala", är en fågelart i familjen svalor inom ordningen tättingar.

## Utbredning och systematik
Fågeln förekommer i Centralamerika och delas in i två underarter med följande utbredning:
- S. r. ridgwayi – norra Yucatánhalvön (söderut till norra Campeche och centrala Quintana Roo)
- S. r. stuarti – låglänta områden från södra Mexiko (södra Veracruz, Oaxaca och Chiapas) söderut till norra Guatemala och Belize

Den betraktas oftast som underart till nordlig kamvingesvala (Stelgidopteryx serripennis) men urskiljs sedan 2016 som egen art av Birdlife International och IUCN.

## Status
Den kategoriseras av IUCN som livskraftig.

## Namn
Fågelns vetenskapliga artnamn hedrar den amerikanske ornitologen Robert Ridgway (1850-1929).